# گرووتون (تگزاس)
گرووتون، تگزاس(به انگلیسی: Groveton, Texas) شهری در ایالت تگزاس از ایالات جنوبی ایالات متحده آمریکا است. در سرشماری سال ۲۰۰۰، جمعیت این شهر ۱۱۰۷ نفر اعلام شد.